# Từ Kỳ Phong
Từ Kỳ Phong là một diễn viên, nhà sản xuất phim người Trung Quốc.

## Thông tin

### Thông tin cá nhân
Từ Kỳ Phong là một thanh niên vui tính, hoạt bát, sôi nổi và có một anh em sinh đôi.
Sở thích: ca hát, nhảy, guitar và chơi bóng rổ.
Hiện anh đang có hai số liệu năm sinh là 1982 và 1986.

### Nhận xét và đánh giá
Từ Kỳ Phong đã hoàn thành xuất sắc vai trò của mình trong bộ phim 《Thanh Thụ (青树)》, từ đó kĩ năng diễn xuất của anh được các nhà làm phim và khán giả công nhận.
Trong bộ phim Vẫn cứ thích em, Từ Kỳ Phong thủ vai phản diện Lý Thiên Hàn, vai diễn nhận được sự chú ý và bàn luận sôi nổi từ khán giả. Đây là tuyến phản diện chính của phim, một nhân vật quỷ quyệt và xấu xa được Từ Kỳ Phong thể hiện rất chân thật và ấn tượng. Khi bộ phim kết thúc, khán giả vẫn còn dư âm về nhân vật này và thậm chí còn nghi ngờ cả con người của Từ Kỳ Phong ngoài đời.
Qua đó cho thấy được Từ Kỳ Phong có khả năng diễn đa dạng mọi loại vai, đặc biệt là vai phản diện.

## Phim tham gia

### Phim điện ảnh
| Năm  | Tên phim | Vai diễn      | Ghi chú            |
| ---- | --- | ------------- | ------------------ |
| 2009 | Máu: Ma cà rồng cuối cùng 小夜刀：最后的吸血鬼 (Tiểu dạ đao: Tối hậu đích hấp huyết quỷ) Blood: The Last Vampire | Cát Đằng 吉藤 | Khách mời đặc biệt |
| 2010 | Tình yêu trên núi Trường Bạch 爱在长白山 (Ái tại Trường Bạch sơn)                                                |               | Đồng nam chính     |

### Phim truyền hình
| Năm                                              | Tên phim                                                                             | Vai diễn                                 | Ghi chú               |
| ------------------------------------------------ | ------------------------------------------------------------------------------------ | ---------------------------------------- | --------------------- |
| 2006                                             | Nữ sinh phi thường 非常女生 Very Girl                                                | Lưu Đĩnh 刘挺                            | Vai phụ               |
| 2006                                             | Bạch Ngọc Đường truyền kỳ 江湖夜雨十年灯 (Giang hồ dạ vũ thập niên đăng)             | Mai Niệm Huyên / Lục Xuyên 梅念萓 / 陆川 | Vai phụ, Đóng hai vai |
| 2007                                             | Thiên đường pha lê 玻璃天堂 (Pha lê thiên đường)                                     | Cao Đồng 高桐                            | Vai chính             |
| 2008                                             | Mai mối kiểu Trung Quốc 中国式相亲 (Trung Quốc thức tương thân) Chinese Style Dating | Châu Kinh Vĩ 周经伟                      | Nam chính thứ 3       |
| 2008                                             | Thanh thụ 青树 Green Tree                                                            | Chu Thiết 朱铁                           | Vai phụ               |
| 2008                                             | Số phận nghiệt ngã 一千滴眼淚 (Nhất thiên trích nhãn lụy) A Thousand Teardrops       | Lâm Bác Nhã 林博雅                       | Vai phụ               |
| 2009                                             | Hiền thê lương mẫu 贤妻良母 Good Wife and Mother                                     | Lâm Thiệu Vấn 林绍问                     | Vai phụ               |
| 2011                                             | Sóng gió tháng đường 圣堂风云 (Thánh đường phong vân) Sanctuary                      | Giang Chí Hào 江至豪                     | Nam chính thứ 3       |
| 2011                                             | Đường cung mỹ nhân thiên hạ 唐宮美人天下 Beauty World                                | Thẩm Đại Quốc 沈大国                     | Vai phụ               |
| 2012                                             | Loạn thế giai nhân 乱世佳人 A Beauty in Troubled Times                               | Sơn Điền Dã 山田野                       | Vai phụ               |
| 2015                                             | Vẫn cứ thích em 偏偏喜欢你 Destined to Love You                                      | Lý Thiên Hàn 李天翰                      | Vai phụ               |
| Bách chiến thiên lang 百战天狠 The Wolf Warriors | Phùng Viễn 冯远                                                                      |                                          | Vai phụ               |

## Phim tham gia sản xuất
| Năm            | Tên phim                                                               | Diễn viên                                                                                     | Ghi chú                                                |
| -------------- | ---------------------------------------------------------------------- | --------------------------------------------------------------------------------------------- | ------------------------------------------------------ |
| 2016           | Cơ khí nam hữu 机器男友                                                | Thái Điệp, Hàn Chí Thạc                                                                       |                                                        |
| 2016           | Nghịch thì không chi luyến 逆时空之恋                                  | Do Kyun Kwan, Diêm Tiếu, Ngô Hằng                                                             |                                                        |
| 2017           | Phục ma chiến sĩ 2 Voldemort Warrior 2 伏魔战一土2                     | Thi Dư Phi, Hàn Chí Thạc                                                                      |                                                        |
| 2017           | Thượng cổ truyền kỳ 上古传奇                                           |                                                                                               |                                                        |
| 2018           | Giáng yêu thuật 降妖犬                                                 | Nghệ Khôn, Uyển Tử Nghệ, Vương Nhược Tâm, Nguyên Hoa, Nguyên Thu                              | Điều hành sản xuất                                     |
| 2019           | Gió lớn thổi qua Cường phong xuy phất 強风吹拂 Blowing in the Wind     | Hình Chiêu Lâm, Lý Khải Hinh, Chanon Santinatornkul, Thạch Trí Điền                           | Phim chiếu mạng Vai trò đồng điều hành sản xuất        |
| 2020           | Hỉ bảo The Story of Xi Bao 喜宝                                        | Quách Thái Khiết, Trương Quốc Trầm, Cao Nhân, Lý Ngạn Mạn, Lê Yến San                         | Phim điện ảnh                                          |
| Chưa phát sóng | Tân thần điêu đại hiệp The New Version of the Condor Heroes 新神雕俠侶 | Đồng Mộng Thực, Mao Hiểu Tuệ, Thiệu Binh, Cung Bội Bật, Văn Kỳ, Phương Trung Tín, Mao Lâm Lâm | Phim truyền hình 50 tập Vai trò nhà đồng sản xuất phim |
| Chưa phát sóng | Thất The Neighbors 七                                                  | Tiêu Thuận Nghiêu, Giả Thanh                                                                  | Phim chiếu mạng Vai trò Tổng đạo diễn                  |

## Giải thưởng
Đoạt giải LeTV Awards 2011 ở hạng mục Phim được mong chờ nhất